# Dagmar Drewes
Dagmar-Ernst Drewes (* 9. Dezember 1937; † 27. Mai 2024) war ein deutscher Fußballspieler, der in der ersten Saison Fußball-Bundesliga 1963/64 als Spieler von Preußen Münster alle 30 Rundenspiele bestritt.

## Laufbahn

### Amateur, bis 1961
Beim SV Langendreer 04, im Bochumer Stadtteil gelegen, feierte der 19-Jährige in der Saison 1956/57 die Meisterschaft in der Landesliga und den Aufstieg in die Verbandsliga Westfalen. Als Langendreer nach vier Runden in der Verbandsliga im Sommer 1961 der Abstieg ereilte, nahm Dagmar Drewes das Angebot von Preußen Münster aus der Oberliga West zur Runde 1961/62 an. Durch seine Berufung in die deutsche Fußballnationalmannschaft der Amateure zum Länderspiel am 1. Juni 1961 in Oberhausen gegen Holland, verabschiedete er sich als Amateurnationalspieler aus Langendreer. Zusammen mit Torhüter Klaus Schonz und Mittelstürmer Dieter Zettelmaier feierte er sein Debüt in der DFB-Mannschaft. Es war das einzige Länderspiel des Jahres 1961 der Amateurauswahl.

### Oberliga West, 1961 bis 1963
Die Anpassung an das Niveau der Oberliga dauerte die gesamte Hinrunde an. Erst am 30. Dezember 1961 kam Drewes beim Heimspiel gegen den Meidericher SV als Rechtsaußen zu seinem ersten Pflichtspieleinsatz für Preußen Münster. Insgesamt bestritt er in der Runde 1961/62 sechs Oberligaspiele. Im Abschlussjahr der Oberligen, 1962/63, gehörte er aber mit 25 Einsätzen und zwei Toren der Stammbesetzung an, die mit der Erringung des vierten Platzes auch die Nominierung für die neue Fußball-Bundesliga ab der Runde 1963/64 bewerkstelligte. Die Standardläuferreihe der Preußen stellten Drewes, Klaus Bockisch und Werner Lungwitz dabei dar.

### Bundesliga, 1963/64
Preußen Münster startete mit einem 1:1-Heimunentschieden gegen den Hamburger SV in die Bundesliga. Dagmar Drewes war als rechter Läufer in diesem Premierenspieltag im Preußen-Stadion gegen den Rekordmeister aus dem Norden im Einsatz. Die Mannschaft von Trainer Richard Schneider erzielte mit 34 Toren die wenigsten Treffer in der Runde und stieg am Rundenende mit einem Punkt Rückstand zu Hertha BSC und dem Karlsruher SC aus der Bundesliga ab. Die Offensivneuzugänge Bente, Kiß und Rummel hatten nicht die in sie gesetzten Erwartungen erfüllen können. Wiederum agierte die Preußen-Läuferreihe mit Drewes, Bockisch und Lungwitz. Nur Lungwitz fehlte aus diesem Trio bei einem Spiel. Drewes wird in der Bundesliga-Chronik 1963/64 als der „konstanteste Preuße über die Saison“ aufgeführt.

### Regionalliga West, 1964 bis 1970
Der Mann aus Bochum blieb nach dem Abstieg bei Preußen Münster und versuchte sich zusammen mit seinen Mannschaftskollegen am Wiederaufstieg. Sechs Runden war der kampfstarke und lauffreudige Mittelfeldmann in Folge vergeblich bemüht, mit Preußen die Rückkehr in die Bundesliga zu schaffen. Der sechste Rang im Jahr 1966 stellte die beste Platzierung dar. Dagmar Drewes bestritt am 14. September 1969 bei Schwarz-Weiß Essen sein letztes Spiel in der Regionalliga West für Preußen Münster und beendete im Sommer 1970 seine Laufbahn als Vertragsspieler. Insgesamt hatte Drewes 162 Spiele mit vier Toren in der Regionalliga bestritten.
In späteren Jahren war er Trainer im Amateurbereich, unter anderem beim FC Epe (1981–1982).